# تویوتا کارینا ای‌دی

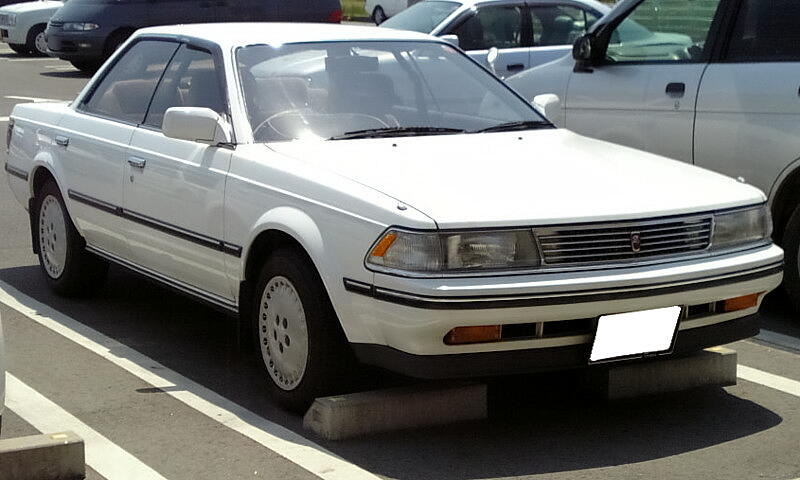

تویوتا کارینا ای‌دی (Toyota Carina ED) خودرویی است که در سال‌های ۱۹۸۵ تا ۱۹۸۹تولید شده‌است.
طراحی آن موتور جلو، خودرو محور جلو بوده طول آن در حالت طبیعی ۴٬۵۰۰ میلیمتر (۱۸۰ اینچ)، عرض آن در حالت طبیعی ۱٬۶۹۰ میلیمتر (۶۷ اینچ) و ارتفاع آن در حالت طبیعی ۱٬۳۲۰ میلیمتر (۵۲ اینچ) است.